# Confraternita del Santo Sepolcro

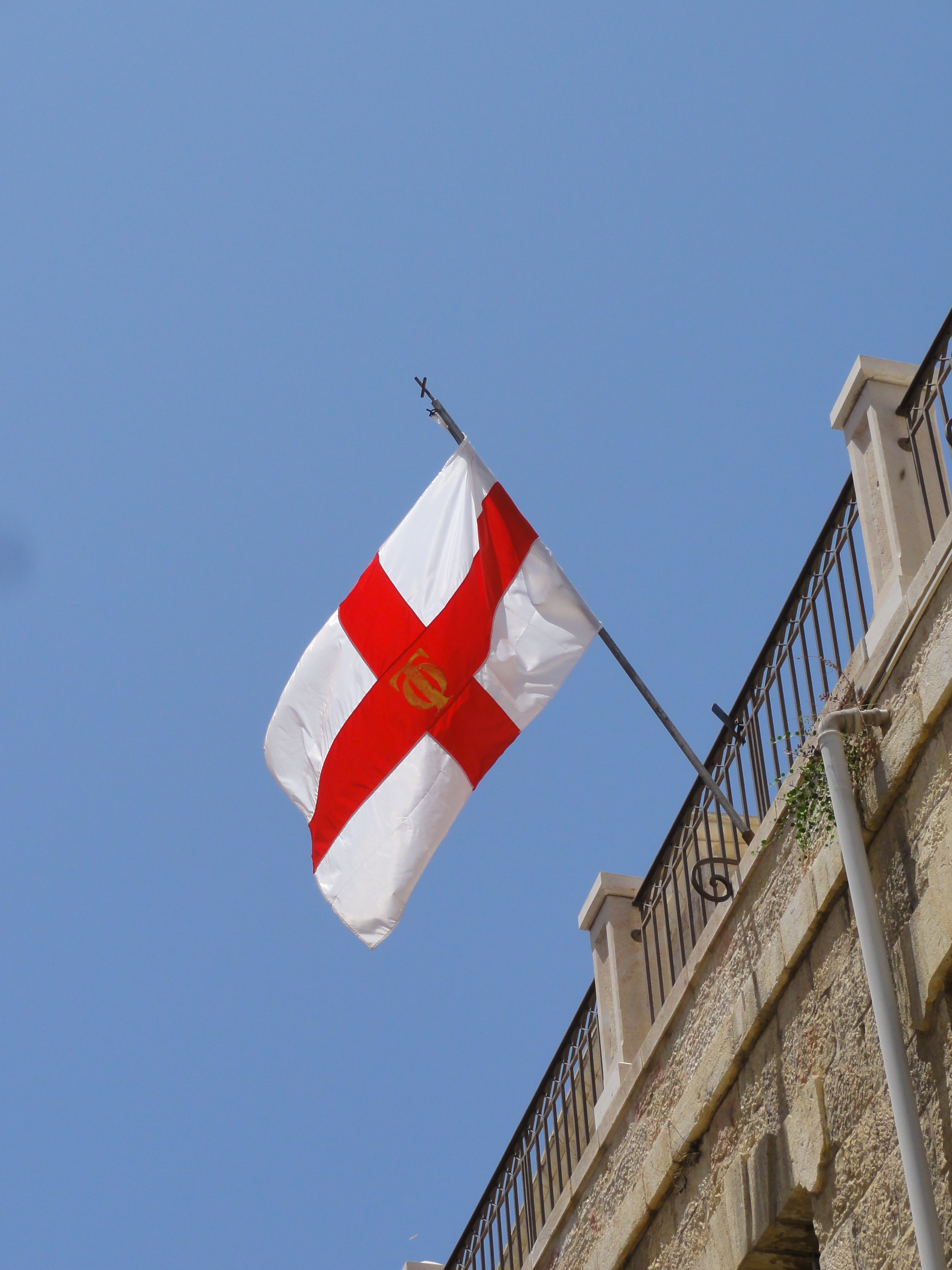
Bandiera del Patriarcato con le lettere "ΤΦ" (Tau + Phi) che rappresentano le parole "Phylakes Taphou" ('Protettori della Tomba')

La Confraternita del Santo Sepolcro, o Santa Comunità del Santissimo Sepolcro, è una confraternita monastica ortodossa a guardia della Chiesa del Santo Sepolcro e di altri luoghi santi cristiani in Terra Santa, fondata nella sua forma attuale durante il mandato britannico in Palestina (1920-1948). Guidato dal patriarca greco-ortodosso di Gerusalemme, la confraternita amministra anche la Chiesa greco-ortodossa di Gerusalemme, come ad esempio metropoliti, arcivescovi, vescovi, archimandriti, ieromonaci, ierodiaconi, e monaci.
Secondo la propria tradizione, la Confraternita del Santo Sepolcro fu fondata nel 313 come Ordine degli Spoudaeoi ("studiosi", "zelanti", "operosi"), o "Spoudaeoi della Santa Resurrezione di Cristo". La data tradizionale di fondazione corrisponde all'Editto di Milano e alla sua legalizzazione del cristianesimo nell'Impero Romano, nonché alla fondazione delle chiese in Terra Santa da parte dell'imperatore Costantino e di sua madre, l'imperatrice Elena, a sua volta tradizionalmente datata al 326. Secondo le scoperte di ricercatori contemporanei, erano presenti prima del 326, organizzati come un ordine del clero ordinato durante la visita di sant'Elena a Gerusalemme. San Cirillo di Gerusalemme ne ne fa menzione. Si distinguevano per la loro ascesi nella preghiera e nella supplica ininterrotte.

## Nome
Santo Sepolcro si riferisce alla camera sepolcrale di Gesù, quella che si ritiene sia la sua tomba all'interno della Chiesa del Santo Sepolcro.

## Storia
La storia della Confraternita è strettamente legata alla storia della Chiesa di Gerusalemme, iniziata in età apostolica.

### Epoca tardo romana e bizantina (327-638)
Dopo la pace della Chiesa di Costantino nel 313, la Chiesa della Resurrezione, oggi meglio conosciuta come Basilica del Santo Sepolcro, fu fondata sotto il patrocinio di Costantino e di sua madre Elena, all'epoca e per opera del vescovo Macario di Gerusalemme.
All'incirca nello stesso periodo, sant'Ilarione introdusse il monachesimo in Palestina, eresse il primo monastero, ordinò e regolò la vita monastica e formò la Confraternita del Santo Sepolcro. Oltre ai doveri devozionali, lo scopo della Confraternita era il sostegno e la protezione di tutti i Luoghi Santi in Palestina, incluso il Santo Sepolcro e il Golgota.
Il IV Concilio Ecumenico (451) elevò il vescovo di Gerusalemme al rango di Patriarca. Ciò comportò l'erezione di magnifiche chiese, la conversione di gran parte della Palestina al cristianesimo, l'attrazione di pellegrini da tutto il mondo, la crescita dell'importanza di vescovi, monaci e maestri insigni della Chiesa di Gerusalemme, le lotte della Confraternita del Santo Sepolcro a favore dell'ortodossia, e il sostegno di vari imperatori romani e bizantini.
La Confraternita dovette lottare per preservare i luoghi santi in questo periodo. I Persiani occuparono Gerusalemme nel 614 e fecero prigioniero il patriarca Zaccaria, insieme alla Preziosa Croce. Chrysostomos Papadopoulos scrive nella sua storia del Patriarcato: "Le Chiese e i monasteri, dentro e fuori Gerusalemme, furono distrutti; i cristiani furono brutalmente massacrati... migliaia di prigionieri acquistati dagli ebrei furono massacrati. Tutto ciò che di buono esisteva è stato distrutto o saccheggiato dagli invasori. I monaci furono massacrati senza pietà, specialmente quelli del monastero di San Saba".
Tra il 617 e il 626, la Chiesa del Santo Sepolcro fu ricostruita dal patriarca Modesto.
Nel 637, dopo un lungo assedio, il patriarca Sofronio consegnò Gerusalemme al califfo Umar. Nel Patto di Omar, il Patriarca riuscì a salvare i santuari dalla distruzione e, allo stesso tempo, ad assicurarsi la proprietà dei luoghi santi, nonché i privilegi della Confraternita.

### Primo periodo musulmano (638-1099)
Durante questo periodo, la Chiesa di Gerusalemme e la Confraternita subirono molte persecuzioni e difficoltà. I santuari furono ripetutamente saccheggiati e deturpati dai successori di Omar. La persecuzione più significativa avvenne durante il periodo del califfo fatamide Al-Hakim bi-Amr Allah, chiamato il "Nerone d'Egitto" per i suoi atti spietati, iniziati nel 1007. Perseguitò ferocemente sia i cristiani che gli ebrei. Inoltre, Al-Hakim ordinò la distruzione della Chiesa del Santo Sepolcro. Suo figlio, il califfo Ali az-Zahir, in virtù di un trattato con Costantinopoli, permise la ricostruzione dei santuari.

### Periodo crociato/ayyubide (1099-1260)
Durante le Crociate, continuò la persecuzione della Confraternita. Essendo stata espulsa dal clero latino dalla Chiesa del Santo Sepolcro e da altri luoghi santi, la Confraternita si riunì nel metochion della Lavra di San Savvas e alla fine riprese il possesso dei luoghi santi dopo il 1187.

### Periodo mamelucco (1260-1517)
Con la caduta di Costantinopoli ai Turchi nel 1453, il patriarca Atanasio si recò a Costantinopoli e lì ricevette da Mehmed II il documento che confermava la proprietà dei luoghi santi da parte della Confraternita.

### Periodo ottomano (1517 alla prima guerra mondiale)
La Confraternita continuò a lottare contro i latini e gli armeni che la Confraternita considerava sfidanti i loro diritti tradizionali e la propria autorità sui luoghi santi, entrambi i quali sostenevano essere stati confermati dalle autorità bizantine e poi musulmane.
Durante questo periodo la Confraternita intraprese i seguenti lavori:
1. riparazione del baldacchino del Santo Sepolcro nel 1545 da parte del patriarca Germano;
2. ricostruzione della Chiesa del Santo Sepolcro nel 1808 dopo un incendio;
3. ricostruzione della cupoletta sopra il Santo Sepolcro nel 1927;
4. ricostruzione dell'edicola che circonda il Santo Sepolcro nel 1931-1933;
5. riparazione e ristrutturazione della Chiesa della Natività di Cristo a Betlemme nel 1842.

### Statu Quo

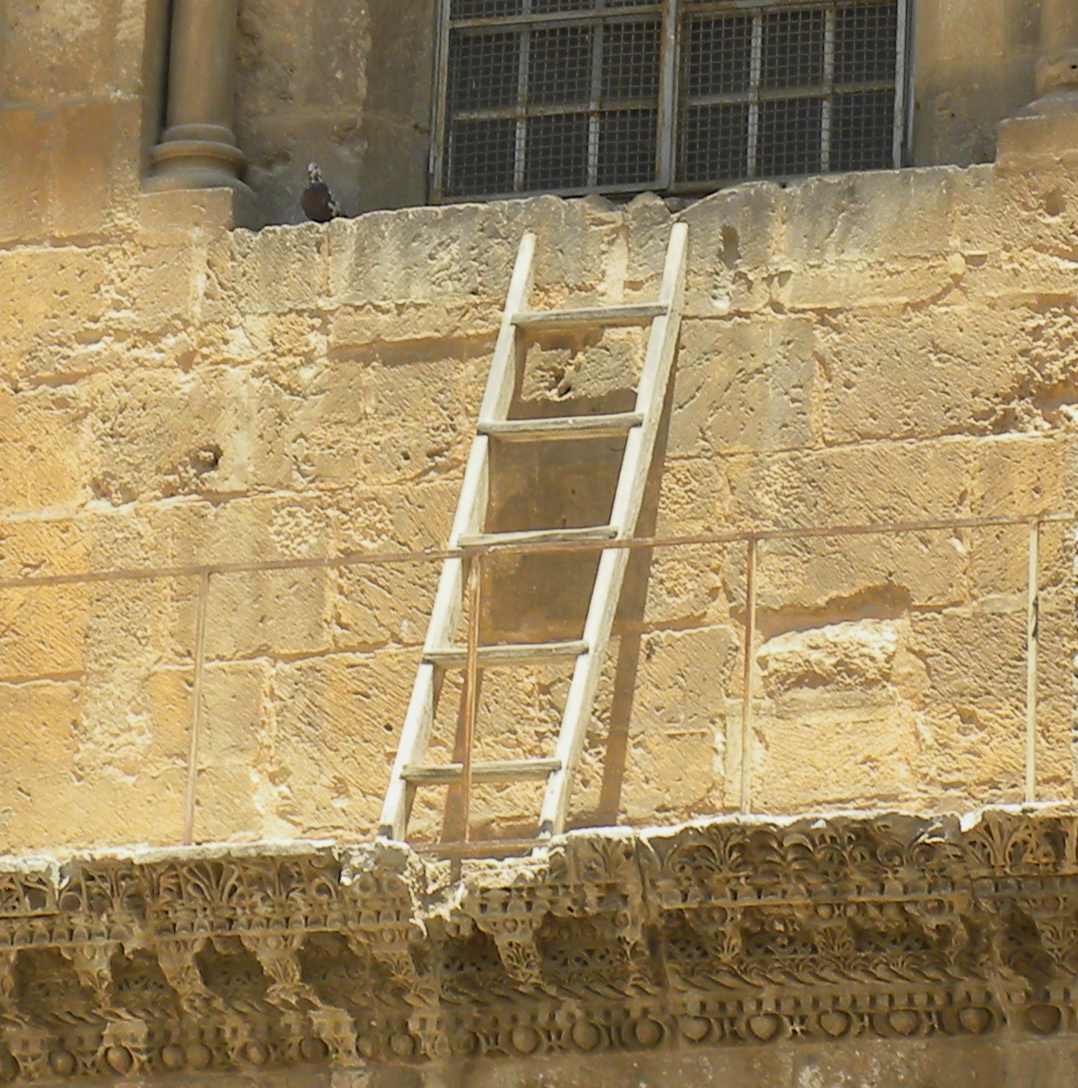
Un segno caratteristico dello Statu Quo si trova su un davanzale sopra l'ingresso della chiesa. Qualcuno vi aveva collocato una scala di legno prima del 1852, quando lo status quo definiva terreno comune sia le porte che i davanzali. La scala rimane lì fino ad oggi, quasi esattamente nella stessa posizione (nella foto, nel 2011). Può essere vista occupare la sporgenza in fotografie e incisioni secolari.

Dopo la ristrutturazione del 1555, il controllo della Chiesa del Santo Sepolcro oscillò tra francescani e ortodossi, a seconda di quale comunità riuscisse ottenere un firmano favorevole dalla Sublime Porta in un determinato momento storico, spesso attraverso una vera e propria corruzione, e non furono rari scontri violenti. Nel 1757, stanca dei conflitti, la Porta emanò un firmano che divideva la chiesa tra i pretendenti. Ciò fu confermato nel 1852 con un altro firmano che rese permanente l'accordo, stabilendo uno status quo di divisione territoriale tra le comunità.

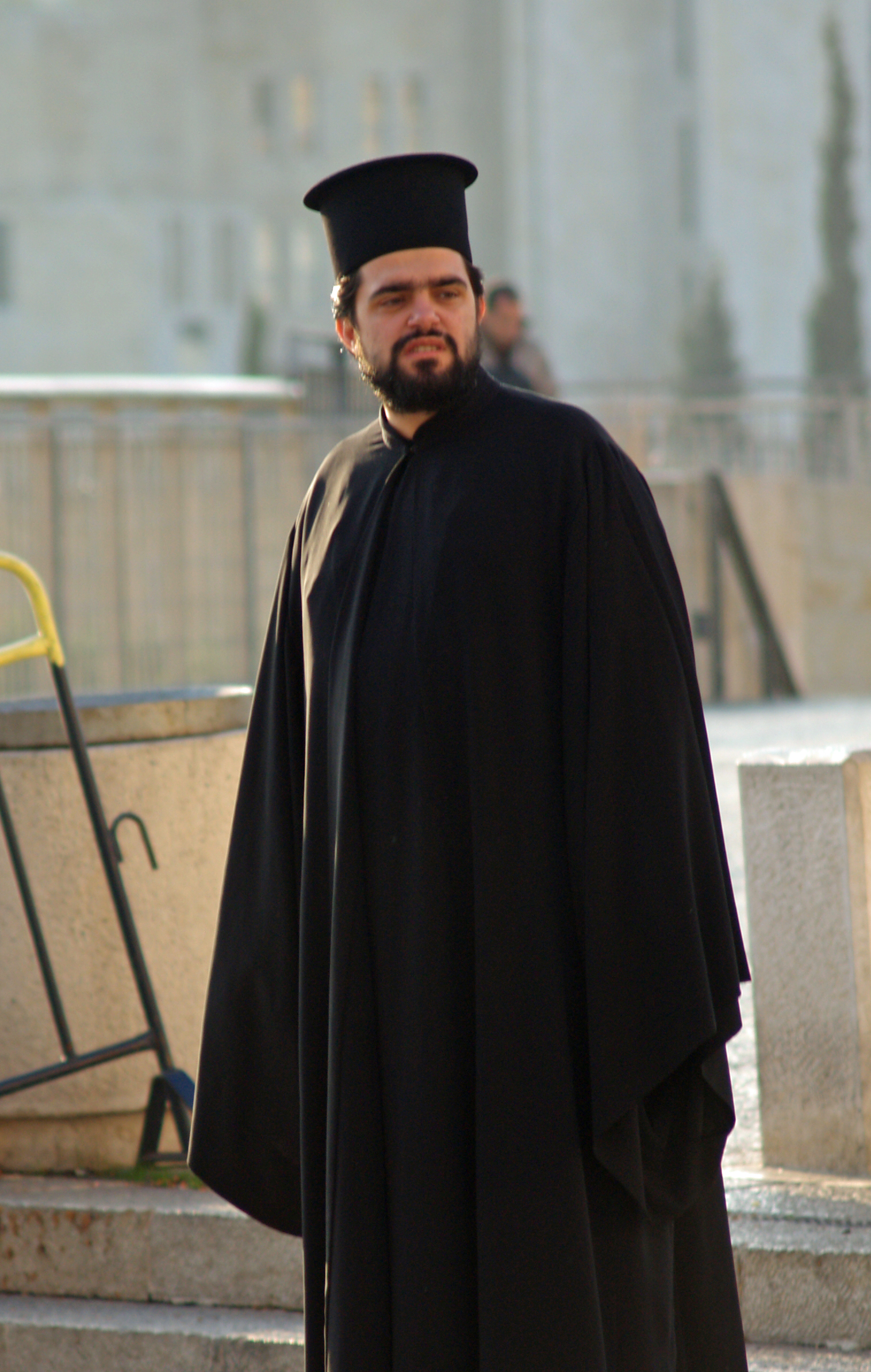
Sacerdote greco-ortodosso della Confraternita del Santo Sepolcro di Gerusalemme

I principali custodi sono la Chiesa greco-ortodossa, la Custodia di Terra Santa (una provincia dei francescani, affiliata alla Chiesa cattolica romana), e la Chiesa apostolica armena. Nel XIX secolo, gli ortodossi copti, gli ortodossi etiopi e gli ortodossi siriaci acquisirono responsabilità minori, che includono santuari e altre strutture all'interno e intorno all'edificio. Orari e luoghi di culto per ogni comunità sono rigorosamente regolamentati nelle aree comuni.
Sotto lo status quo, nessuna parte di ciò che è designato come territorio comune può essere riorganizzata senza il consenso di tutte le comunità. Questo spesso porta a trascurare le riparazioni necessarie quando le comunità non riescono a raggiungere un accordo tra loro sulla forma finale di un progetto. Proprio un tale disaccordo ha ritardato il rinnovamento dell'edicola, ma anche dove ogni cambiamento nella struttura potrebbe comportare un cambiamento dello status quo sgradevole a una o più comunità.
Nessuna delle comunità controlla l'ingresso principale. Nel 1192 Saladino ne assegnò la responsabilità a una famiglia musulmana,  disposizione persistita fino ai tempi moderni.

### Violazioni dello status quo
L'instaurazione dello status quo non ha fermato del tutto le violenze, che ogni tanto continua a scoppiare anche nei tempi moderni. Nell'estate del 2002, un monaco copto che stazionava sul tetto per esprimere rivendicazioni copte sul territorio etiope spostò la sua sedia dal punto concordato all'ombra. Questa fu interpretata come una mossa ostile dagli etiopi, che portò a una rissa, con undici persone ricoverate in ospedale. In un altro incidente nel 2004 durante le celebrazioni ortodosse dell'Esaltazione della Santa Croce, una porta della cappella francescana fu lasciata aperta. Questo fu interpretato come un segno di mancanza di rispetto dagli ortodossi e sfociò in un parapiglia. Alcune persone furono arrestate, ma nessuno rimase gravemente ferito. La Domenica delle palme dell'aprile 2008, scoppiò una rissa a causa dell'espulsione di un monaco greco dall'edificio da parte di una fazione rivale. Domenica 9 novembre 2008, durante le celebrazioni per la festa della Santa Croce, è scoppiato uno scontro tra monaci armeni e greci.

## Organizzazione
La Confraternita fu ricostituita durante il periodo del mandato britannico in Palestina prima e dopo la prima guerra mondiale, e continua la sua difesa dello Statu Quo religioso, soprattutto nella Chiesa del Santo Sepolcro.
Guidata dal Patriarca greco-ortodosso di Gerusalemme come egumeno, la Confraternita amministra anche la Chiesa greco-ortodossa di Gerusalemme.
La legge giordana n. 227, datata 16 gennaio 1958, regola il governo della Confraternita.

## Luoghi santi

### Siti e santuari
I Luoghi Santi che la Confraternita ha conservato nei secoli sono:

#### Gerusalemme e dintorni
- La Chiesa del Santo Sepolcro con
  - La Tomba di Gesù (il Santo Sepolcro)
  - Il Golgota
  - Il luogo dove Sant'Elena scoprì la Vera Croce
- La tomba della Madre di Dio nel Getsemani
- La Piscina di Siloe
- Sul Monte degli Ulivi :
  - Il sito dell'Ascensione di Gesù
  - La tomba di Lazzaro a Betania
- Bethesda

#### Betlemme
- La Chiesa della Natività a Betlemme

#### fiume Giordano
- Il sito del battesimo di Cristo nel fiume Giordano ( Al-Maghtas e Qasr el Yahud )

#### Galilea e il mare di Galilea
- Monte Tabor
- Nazareth, la città dell'Annunciazione (con la Chiesa di San Gabriele)
- Il Mare di Galilea (noto anche come Lago di Genezaret e Mare di Tiberiade
  - Cafarnao, la "Città di Gesù"
- Cana

#### Samaria
- Pozzo di Giacobbe a Nablus